# Herb powiatu tucholskiego
Herb powiatu tucholskiego – jeden z symboli powiatu tucholskiego, autorstwa Jana Wroniszewskiego i Lecha-Tadeusza Karczewskiego, ustanowiony 29 grudnia 2000.

## Wygląd i symbolika
Herb przedstawia na tarczy w polu złotym połuorła czarnego, zwróconego w prawo, o szponach, dziobie i języku czarnych, ze wzniesioną ręką zbrojną srebrną i połurybogryfa czerwonego, zwróconego w lewo, o szponach, dziobie i języku czerwonych. Na szyi połuorła i połurybogryfa korona złota Połuorzeł, korona i zbrojne ramię stanowią nawiązanie do herbu Prus Królewskich, tzw. orła mieczowego. Połurybogryf odwołuje się do herbu rodziny Święców, XIV-wiecznych właścicieli Tucholi i okolic. Złota barwa tarczy wynika przede wszystkim z heraldycznej zasady alternacji, jednak miała też stanowić nawiązanie do herbu rodziny Puttkamerów.